# Мальцев, Николай Семёнович
Николай Семёнович Мальцев — советский хозяйственный, государственный и политический деятель.

## Биография
Родился в 1919 году в селе Соколка в русской крестьянской семье. Член КПСС с 1949 года.
Выпускник Всесоюзного заочного инженерно-строительного института.
Участник Великой Отечественной войны.
С 1943 года — на хозяйственной, общественной и политической работе.
- В 1943—1949 гг. — директор леспромхозов в Черниговской, Брянской и Костромской областях.[1]
- В 1949—1960 гг. — директор стройзавода, управляющий трестом «Центростройдеталь», управляющий трестом заводского домостроения в Москве.[1]
- В 1960—1969 гг. — начальник Главного управления по строительству в Московской области при исполкоме Московского областного Совета депутатов трудящихся.[1]
- В 1969—1973 гг. — первый заместитель начальника Главцентросельстроя Министерства строительства РСФСР.[1]
- В 1973—1983 гг. — министр сельского строительства РСФСР.[1]

Избирался депутатом Верховного Совета РСФСР 8-го, 9-го, 10-го созывов.
Лауреат Государственной премии СССР.
Умер после 1985 года.

## Отзывы о деятельности
Спас нас Николай Семенович Мальцев, начальник Главмособлстроя, глыба — руководитель, великая личность: он собрал коллегию Главка и помог нам «отделаться» строгими выговорами, частично восстановил оборотные средства не для себя...Александр Васильевич Никулин, Быть добру! — М., Академия-XXI — 2008 — С. 240

## Сочинения
- Мальцев, Николай Семенович. Новое в строительстве сельскохозяйственных зданий [Текст]. — Москва : Моск. рабочий, 1973. — 87 с. : ил.; 20 см.